# Wederkerend werkwoord
Een wederkerend werkwoord (afgekort als wk. ww, ook reflexief werkwoord genoemd) is een zelfstandig werkwoord dat met een wederkerend voornaamwoord (zoals zich in het Nederlands) gecombineerd kan worden; een niet-wederkerend werkwoord (of niet-reflexief werkwoord) is een werkwoord waarvoor dat niet geldt.

## Verplicht of toevallig wederkerend
Wederkerende werkwoorden kunnen onderverdeeld worden in verplicht of noodzakelijk wederkerende werkwoorden en toevallig wederkerende werkwoorden. 
Verplicht wederkerende werkwoorden worden gecombineerd met een wederkerend voornaamwoord dat gelijk is aan het onderwerp. Staat het onderwerp in de derde persoon, dan is het wederkerend voornaamwoord zich. Het wederkerend voornaamwoord heeft geen nadruk, men gebruikt bij voorkeur de gereduceerde vorm (dus me, je in plaats van mij, jij) en aan het wederkerend voornaamwoord wordt meestal niet het nadrukkelijke -zelf toegevoegd.  
Bij toevallig wederkerende werkwoorden kan -zelf aan het wederkerend voornaamwoord toegevoegd worden en kan het wederkerend voornaamwoord duiden op een andere persoon, een lijdend voorwerp.

## Voorbeelden

#### Verplicht wederkerende werkwoorden
Een voorbeeldzin met een verplicht wederkerend werkwoord is:
- Hij bemoeit zich met mijn dochter. (fout: Hij bemoeit met mijn dochter)

Voorbeelden van verplicht wederkerende werkwoorden zijn:
| - zich bemoeien - zich ergeren - zich gedragen - zich uit de voeten maken - zich ontfermen - zich schamen - zich uitsloven | - zich vergissen - zich verschuilen - zich verslapen - zich verslikken - zich verspreken - zich voornemen |

Sommige werkwoorden worden officieel gezien als verplicht wederkerend, omdat de vorm zonder wederkerend voornaamwoord (zonder zich) een net iets andere betekenis heeft. Bijvoorbeeld:
- zich herinneren (bedenken, nog weten) vs. herinneren (iemand doen terugdenken)
- zich realiseren (bedenken, tot het besef komen) vs. realiseren (verwerkelijken)
- zich verheugen (blij zijn) vs. verheugen (iemand blij maken)

#### Toevallig wederkerende werkwoorden
Een voorbeeldzin met een toevallig wederkerend werkwoord is:
- Hij wast zich elke dag. (ook mogelijk: Hij wast zijn auto)

Voorbeelden van toevallig wederkerende werkwoorden zijn:
- (zich) amuseren
- (zich) bezeren
- (zich) aankleden
- (zich) scheren
- (zich) verwonden
- (zich) vermaken
- (zich) wassen

#### Foutief gebruik
Sommige werkwoorden worden foutief als wederkerend werkwoord gebruikt, veelal door contaminatie van een in betekenis verwant wederkerend werkwoord:
- zich irriteren → ("hij ergert zich aan iets" en "iets irriteert hem")
- zich beseffen → ("hij realiseert zich iets" en "hij beseft iets")

#### Eigenschappen
Hoewel het wederkerende voornaamwoord in de zin gewoonlijk de functie van een lijdend voorwerp vervult is het niet mogelijk om de zin om te zetten in de lijdende vorm:
- Zich werd door hem elke dag gewassen. <- uitgesloten

Wederkerende werkwoorden worden in de voltooide tijden in het Nederlands altijd met hebben vervoegd.
- Hij heeft zich vergist.

In andere talen zoals het Frans is dat soms anders, daar wordt juist être ('zijn') gebruikt.